# 奈克
奈克，亦作毫微克，质量单位，符号ng（法語：nanogramme）。
奈克是一個極微少的質量單位。1奈克等于十億分之一克（10-9克）
- 1,000 奈克 = 1微克
- 1,000,000 奈克 = 1毫克
- 1,000,000,000 奈克 = 1克
- 1,000,000,000,000 奈克 = 1公斤

## 應用
- 一般細胞的重量大約有一奈克。
- 幼細的沙粒(直徑約0.063 mm)的重量大約有350奈克。
- 現時國際上有關化學廢物處理中心所排放的二噁英標準是每立方米0.1奈克。